# Kosmos (Sudafrica)
Kosmos è una località lacustre sudafricana situata nella municipalità distrettuale di Bojanala Platinum nella provincia del Nordovest.

## Geografia fisica
Il piccolo centro abitato sorge sulle rive del lago della diga di Hartbeespoort a circa 35 chilometri a ovest della città di Pretoria.